# Ulla Lock
Ulla Lock f.  Loch Jensen (19. april 1934 i København – 20. september 2012 i Aarhus) var en dansk skuespiller og sanger.
Hun blev uddannet fra Det Kongelige Teaters elevskole 1955. De følgende otte år var hun engageret på Folketeatret, inden hun blev freelance. Hun stoppede ret hurtigt sin skuespillerkarriere for i højere grad at hellige sig musikken. I tv har hun bl.a. optrådt i serierne Livsens ondskab og En by i provinsen.

## Udvalgt filmografi
- Min søn Peter – 1953
- Hendes store aften – 1954
- Tre piger fra Jylland – 1957
- Der var engang en gade – 1957
- Onkel Bill fra New York - 1959
- Baronessen fra benzintanken – 1960
- Lykkens musikanter – 1962
- Tjærehandleren – 1971
- Slægten – 1978